# Dendoricellidae
Dendoricellidae is een familie van sponsdieren uit de klasse van de Demospongiae (gewone sponzen).

## Geslachten
- Dendoricella Lundbeck, 1905
- Fibulia Carter, 1886
- Pyloderma Kirkpatrick, 1907